# Democratische Republiek Afghanistan
De Democratische Republiek Afghanistan (Perzisch: جمهوری دمکراتی افغانستان Jumhūrī-ye Dimukrātī-ye Afġānistān, Pasjtoe:  دافغانستان دمکراتی جمهوریت Dǝ Afġānistān Dimukratī Jumhūriyat) was de officiële naam van Afghanistan na het uitroepen van de communistische staat in 1978. Daarvoor heette het land officieel de Republiek Afghanistan. Na de grondwetswijziging van 1987 kreeg het land wederom de naam Republiek Afghanistan, maar toen bleef het nog wel een communistisch land. Het land stond ideologisch gezien dicht bij de Sovjet-Unie en was hier economisch ook afhankelijk van. De enige toegestane partij was de Democratische Volkspartij van Afghanistan (DVPA) die op leninistische wijze was georganiseerd en er een progressief programma op nahield. 

## Geschiedenis
Een militaire staatsgreep in april 1978, later door de communistische regering omgedoopt tot de Saurrevolutie, maakte een einde aan het bewind van president Daoed Khan die sinds 1973 aan de macht was. De militairen droegen daags na de staatsgreep de macht over aan een Revolutionaire Raad, de nieuwe regering. De voornaamste figuren binnen de regering waren: president Nur Muhammad Taraki, vice-president Babrak Karmal en premier Hafizoellah Amin. Tussen 1978 en 1979 hadden haviken binnen de DVPA, de zogenaamde Khalq ("Massa")-factie, het voor het zeggen. Zij wilden op zo kort mogelijke termijn Afghanistan van achterlijke landbouwstaat veranderen in een moderne industriële samenleving op socialistische grondslag. In 1978 braken de eerste volksopstanden uit tegen het beleid van de regering. In september 1979 vond er een paleiscoup plaats waarbij Amin Taraki afzette. Hij nam zelf het presidentschap op zich en streefde naar een wat onafhankelijkere koers t.o.v. de Sovjet-Unie. De opstanden in het land breidden zich echter snel uit en in december 1979 trok het leger van de USSR Afghanistan binnen om de communistische regering in het zadel te houden. Op 27 december werd president Amin in zijn paleis door speciale eenheden van het Sovjetleger gedood en vervangen door Babrak Karmal, die sinds de zomer van 1978 in ballingschap verbleef nadat hij er door Taraki en Amin van was beschuldigd een coup te hebben beraamd. Karmal behoorde tot de gematigde Parcham ("Banier")-factie binnen de DVPA. Karmal was naast president van Afghanistan ook premier (tot 1981) en secretaris-generaal van de DVPA. Hij voerde een tweesporenbeleid. Enerzijds probeerde hij met behulp van de Sovjet-Unie de moedjahedien te verslaan, anderzijds streefde hij naar samenwerking met niet-communisten om tot een zo breed mogelijke regering te komen. Hij slaagde noch in het een noch in het ander. In 1986 werd hij als president vervangen door Mohammed Nadjiboellah, het voormalige hoofd van de inlichtingendienst en een vertrouweling van de Sovjet-Russische leider Michael Gorbatsjov. In 1987 nam de Afghaanse regering meer afstand van het communisme en voerde een grondwet in die voorzag in het invoeren van een parlementair stelsel en maakte van het land officieel een islamitisch land. 

## Bestuur en staatsinrichting
Het landsbestuur lag in handen van het Presidium van de Revolutionaire Raad dat fungeerde als een soort regeringsraad bestaande uit de president, de vice-president(en), de premier en de Raad van Ministers. De voorzitter van het Presidium van de Revolutionaire Raad was tevens president van Afghanistan (de werkelijke machthebber). Er was geen parlement. De functies van het parlement werden waargenomen door de Revolutionaire Raad, die echter zelden bijeenkwam. Zelfs het Presidium van de Revolutionaire Raad kwam maar heel af en toe samen. 
De enige toegestane partij was de al eerder genoemde Democratische Volkspartij van Afghanistan (DVPA) waarvan algemeen wordt aangenomen dat deze partij communistisch was. Verwijzingen naar het marxisme kan men echter niet terugvinden in het partijprogramma. De opbouw van de partij, met aan het hoofd een centraal comité, secretariaat en politbureau is echter onmiskenbaar communistisch. Ook was de partij een voorhoedepartij. De secretaris-generaal van de DVPA was tevens president van het land. Om de massa te bereiken werd in 1980 het Nationaal Vaderlands Front opgericht, dat echter geen successen wist te boeken. Bij het Front waren naast de DVPA ook massaorganisaties aangesloten zoals de Afghaanse Vrouwenraad, de jongerenorganisatie en de eenheidsvakbond.

## Buitenlands beleid
De Democratische Republiek Afghanistan was aangesloten bij de Beweging van Niet-Gebonden Landen en geen lid van de Comecon. Desondanks was het buitenlands beleid volledig gericht op de USSR. De Sovjet-Unie stond het de Afghaanse regering niet toe om zich breder te oriënteren.  

## Economie
Pogingen tot grote landhervormingen stuitten op veel weerstand van de bevolking en werden na machtsovername van Babrak Karmal stopgezet (1980). Vanwege de aanhoudende burgeroorlog en Sovjetbezetting (1979-1989) kwam er geen socialistisch economisch beleid van de grond. In 1980 werd het recht op privébezit exclusief genoemd in de regeringsverklaring van Karmal. De Sovjet-Unie was de belangrijkste handelspartner, gevolgd door andere socialistische landen. 